# 金勾·蘇南
金勾·蘇南（英語：Kingo Sunen）是出自漫威漫畫的虛構人物。首次登場於《永恆族》第11期（1977年5月），由杰克·科比所創作。金勾是漫威宇宙超人類種族永恆族的成員之一。

## 出版歷史
金勾·蘇南首次出現在《永恆族》第11期（1977年5月）中，由杰克·科比創作。就像所有其他永恆族一樣，杰克·科比將他創造為科幻小說與經典神話的混合物，這手法與他在1971年為DC漫畫創作新神時類似。

## 虛構人物傳記
像所有其他永恆族一樣，金勾·蘇南由天神族在地球上大約一百萬年前的早期人類時代所創造的，並與他的其他物種一樣，他是天神族在地球-616上進行多個基因實驗的實驗結果。而實驗中的另一個對象便是狡猾的變異族，他們是永恆族的主要敵人。
金勾曾在日本花好幾世紀的時間學習武術，並以武士的身份在日本活動，是地球上最熟練的劍客之一。在現代，他則是在日本成為了主要動作片明星，發揮他的才藝。
後來，在絲派克對永恆族成員們洗腦，而使他們忘卻了自己的真實身份後，金勾再度出現，作為主要日本電影偶像的他，金勾現在是一名演員、導演和製片人，並正在舊金山製作一部電影，由大塊頭主演，講述他發現自己被尋夢天神所吸引的故事。

## 能力與裝備
金勾·蘇南大概擁有永恆族所有的典型能力－永生、超人的力量、飛行、能量投射和分子操縱。然而，他大多不會在戰鬥中使用這些能力，反而更寧願以武士的傳統方式戰鬥。另外，金勾使用由永恆族成員費斯托斯鍛造的劍，這把劍幾乎可以切割任何東西。

## 其他媒體

### 電影
- 漫威電影宇宙：由庫梅爾·南賈尼飾演金勾。
  - 《永恆族》（2021年）：金勾是一名永恆族戰士，能夠從手中發射宇宙能量光彈。他迷戀成名，成為了知名的寶萊塢明星，以融入地球的生活[6][7][8]。

### 電視
- 漫威電影宇宙：由庫梅爾·南賈尼回歸飾演金勾。
  - 《無限可能：假如…？》第三季（2024年）：動畫劇集，配音演出。

### 電子遊戲
- 《漫威：未來之戰》：手機遊戲，金勾是玩家可使用角色之一[9]。